# 川崎市公文書館
川崎市公文書館（かわさきしこうぶんしょかん）は、神奈川県川崎市中原区に所在する公文書館である。

## 歴史
川崎市では情報公開制度の検討にあたり行政情報の一元管理の必要が生じ、1981年3月に公文書館構想委員会が発足した。1983年1月に着工、1984年3月に竣工。同年10月1日に日本で7館目、政令都市として初の公文書館が開館した。同時期に川崎市公文書館条例と川崎市情報公開条例が施行した。神奈川県立公文書館をはじめ自治体史の編纂を契機に公文書館を開設する例が多いが、川崎市では公文書館開館後の1985年より川崎市史の編纂を開始している。
2003年度からは文書管理システムが稼働し、公文書の電子化が進められた。

## 蔵書
2019年度末時点の所蔵資料の内訳は下記のとおりである。
- 古文書等 - 3,460点
- 複製古文書 - 3,445冊
- 歴史的公文書 - 5,472簿冊
- 歴史図書 - 12,255冊
- 戦災資料 - 600点
- 市政資料 - 21,724冊
- 公文書館保存公文書 - 128,962簿冊
- 計 175,918点・冊

2014年実績では、各課の保管年限を満了した文書14,000簿冊のうち240簿冊が歴史的公文書として選別され保管された。産業の近代化や、川崎公害の経験から環境技術に関する文書を多く所蔵している点も特徴的である。
歴史・文化普及活動として、常設展・企画展、古文書講座や、川崎市平和館との共催による館外展示などを実施している。2019年度の利用者数は、資料の閲覧のほか学習利用や市職員による公文書閲覧などを含め3,512人であった。

## 建築
鉄筋コンクリート構造、地下1階・地上3階建て。敷地面積3,783.20m2、延床面積2,451.38m2。書庫の延床面積は1,245.60m2で、書架の延長は11.27Kmである。
等々力緑地の南側に隣接する。東急東横線・JR南武線武蔵小杉駅、東急田園都市線溝の口駅・南武線武蔵溝ノ口駅から川崎市営バスまたは東急バスで「市営等々力グランド入口」下車。東横線新丸子駅、南武線武蔵中原駅からはいずれも徒歩15分ほど。